# Vladimír Svitáček
Vladimír Svitáček (17. února 1921 ve Střelicích u Brna – 23. srpna 2002 v Praze) byl český herec, scenárista a režisér.
Ve filmu se objevoval již počátkem 50. let 20. století coby herec v drobných epizodních rolích. Po absolutoriu FAMU na konci 50. let natáčel nejprve krátké dokumentární filmy a začal pracovat i pro Československou televizi. Jeho jméno je, spolu s mnoha dalšími umělci, také spojováno se začátky pražské Laterny magiky a Kinoautomatu ze světové výstavy Expo '67 v kanadském Montrealu, kde spolupracoval zejména s režisérem Radúzem Činčerou.
Mezi jeho nejznámější režijní filmová díla patří také filmový muzikál Kdyby tisíc klarinetů z roku 1964. Z hereckých rolí je patrně vůbec nejznámější postava profesora Kingsleyho ve snímku Jára Cimrman ležící, spící z roku 1983. Malou roličku papeže si zahrál i ve Formanově snímku Amadeus. Velmi známé a populární bylo i jeho pravidelné vystupování v televizních pořadech Miroslava Horníčka Hovory H a Hovory H po 20 letech. Kromě jiného vynikal nakažlivým smíchem, na nějž Jan Werich v divadle ABC reagoval slovy: „Odkdy sem choděj kachny?“.
Po roce 1968 byl v důsledku probíhající normalizace, tak jako mnoho jiných umělců té doby, politicky perzekvován a nemohl natáčet ani veřejně vystupovat.